# 日本統治時代の南樺太の鉄道
日本統治時代の南樺太の鉄道では、日本統治時代の南樺太の鉄道（樺太庁（戦前）の樺太庁鉄道や内地編入後の鉄道省（後の運輸省）樺太鉄道局）について記す。ソ連軍侵攻後については、サハリンの鉄道の項目を参照。

## 歴史

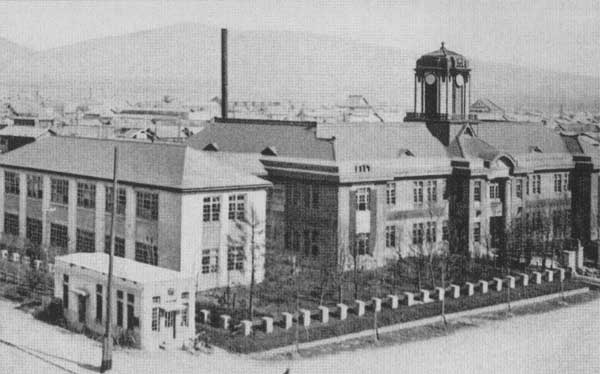
1930年代の樺太庁鉄道事務所庁舎（豊原市）

明治初年において樺太は国境画定ができず日露混住の地とされたが、1875年（明治8年）の樺太・千島交換条約により一旦、樺太は全てロシア領となった。その後、日露戦争の講和のため1905年（明治38年）9月5日に締結されたポーツマス条約によって、北緯50度線以南が日本領となるが、それに先駆けて同年7月には日本軍が上陸しており、8月には軍政が島全域に敷かれた。
大泊から豊原の間に軍事物資を輸送するための交通機関が必要となったため、軍用の鉄道を敷設することになった。これが樺太における鉄道の創始である。樺太民政署が置かれた後の1906年（明治39年）9月24日に軌間600mmの路線として着工され、僅か55日後の11月17日には竣工、12月1日にはコルサコフ（大泊）－ウラジミロフカ（豊原）間43.3kmで営業が開始された。この時設けられた途中駅は、トレチャパーチ（三ノ沢）・ソロイヨフカ（貝塚）・ミツリヨフカ（中里）・ホムトフカ（清川）の4つであり、軍事輸送の他に民間の旅客・貨物輸送も行った。当時の鉄道の要所には、以下のような制札が建てられた。
しかし突貫工事であったため設備が貧弱であり、全線の所要時間は6時間にも達し、表定速度はジョギング程度の約7.2km/hという有様であった。車両は、機関車は、ドイツ製双合式の小型蒸気機関車であったが、その他は、無蓋車があった程度であった。そのため、冬は最寒月の豊原市で平均氷点下13.7℃となる中、無蓋車の上にテントを張っただけの車輌に寒さに耐えながら乗車しなくてはならなかった。
1907年（明治40年）3月15日には樺太民政署に代わって樺太庁が発足、鉄道も4月4日に軍部から樺太庁の交通課に移され、太平洋戦争終戦までに以下に記したような鉄道路線が整備された。また、1910年（明治43年）には軌間も日本国鉄と同様の1067mmに改められ、更に1923年（大正12年）には北海道稚内市の稚内駅から大泊港駅の間を結ぶ稚泊連絡船が開かれて、その他に存在した小樽 - 大泊・真岡間、稚内 - 本斗間、小樽 - 栄浜間の民間航路などと共に、それを挟んで内地の鉄道との連絡運輸も始められた。
1943年（昭和18年）には樺太も内地編入され、鉄道も樺太庁から鉄道省に移管、樺太鉄道局が設けられた。
1945年（昭和20年）の米英ソによるヤルタ会談により、ソ連はドイツ降伏の3か月後日ソ中立条約を破棄して対日参戦し、南樺太はソ連が獲得することで合意された。これに基づき、日本の敗戦直前にソ連軍が進撃を開始して、1945年（昭和20年）8月中には樺太全土が占領され、鉄道も接収された。日本による鉄道の運行は停止し、8月24日を最後に鉄道連絡船稚泊航路の運航も途絶えた。翌1946年（昭和21年）2月1日付で樺太鉄道局が廃止され、同時に南樺太における運輸省の全路線が書類上廃止とされた。
なお、ソ連への接収後に旧樺太鉄道局の権利・義務を引き継いだ日本国有鉄道は、旧樺太鉄道局の土地・建物・工作物・機器を備忘価額（各1円）で整理しており、後の国鉄清算事業団の固定資産原簿にも、樺太における旧国鉄財産の存在が示されていた。ただし日本統治下でないため、事業団が債務償還の目的をもって樺太の土地を処分することは不可能だった。

## 路線及び航路

### 樺太鉄道局

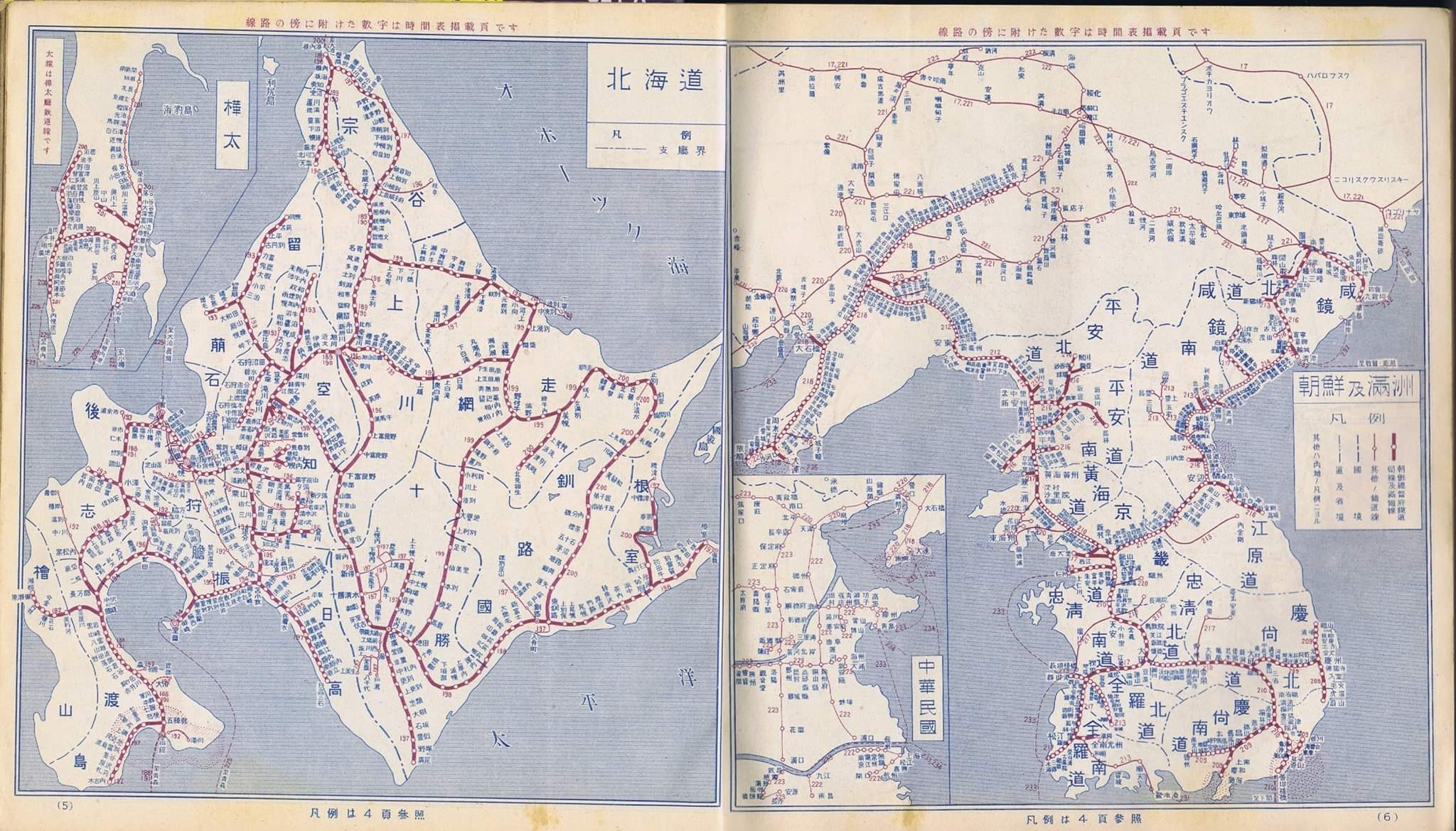
北海道、朝鮮、樺太、満洲についての日本の鉄道地図

- 樺太東線：大泊港 - 豊原 - 落合 - 敷香 - 古屯（414.4km）
  - 支線：落合 - 栄浜（10.3km）
  - 貨物線：栄浜 - 栄浜海岸（1.8km）
- 豊真線：豊原 - 手井 ※のちに小沼駅 - 手井駅（76.2km）に変更
- 川上線：小沼 - 川上炭山（21.9km）
- 樺太西線：本斗 - 手井 - 真岡 - 泊居 - 久春内（170.1km）
  - 貨物線 本斗駅 - 浜本斗（1.3km）
  - 貨物線 真岡駅 - 浜真岡（1.8km）

#### 未成線
- 樺太西線：久春内 - 珍内 - 恵須取 - 藻糸音

久春内から50kmほどの地点・中倉庫までと恵須取方は恵須取周辺から上恵須取まで路盤工事が完成し、一部軌条の敷設も済んでいた。しかし、戦局の悪化から軌条を剥がし樺太東線の延長に使われた。
- 真久線：真縫 - 久春内

終戦時点では未着工。ソ連による占領後に着工され、1971年に開通した。

### 私鉄・専用鉄道
- 樺太鉄道：落合駅 - 敷香駅（245.5km）
- 南樺鉄道：新場駅 - 留多加駅（18.6km）
- 帝国燃料興業会社内淵線：大谷駅 - 内淵駅（23.2km）
- 南樺太炭鉱鉄道（後の帝国燃料興業会社内幌線）：本斗駅 - 内幌炭山駅（16.4km）
- 大泊市街軌道：大泊駅前-楠渓町駅前（3.6km）
- 樺太拓殖鉄道：大泊港駅 - 富内駅（46.3km）
- 三井鉱山内川炭鉱軌道：敷香駅 - 内川駅（16.3km）
- 隆高馬車軌道：留多加駅 - 多蘭内駅
- 樺太セメント工業石灰山軌道：古屯駅 - 西山駅
- 王子恵須取軌道
- 王子泊居軌道
- 樺太採炭鉱業上塔路軌道
- 塔路炭鉱軌道
- 白浦炭鉱専用鉄道：白浦駅 - 白浦港駅
- 樺太開発南名好炭鉱専用鉄道
- 石原産業海運美田炭鉱専用鉄道
- 王子製紙野寒材搬入用軽便鉄道
- 東大演習林軌道
- 山下工業南珍内軌道
- 樺太炭業珍内軌道：珍内駅 - 下大川駅
- 樺太石炭鉱業杉森鉱業所
- 東満洲産業幌岸炭鉱専用軌道
- 日曹恵須取炭鉱鉄道
- 日鉄鉱業泊岸炭鉱専用鉄道：泊岸駅 - 楠山駅
- 東樺拓殖鉄道（未成線）